# ゼロ星
『ゼロ星』（ゼロスター）は、魔夜峰央作の漫画。秋田書店『プリンセスGOLD』誌で1994年9月号から1997年1月号にかけて連載された。同社から単行本および文庫版が発売されている。

## 概要
地球と双子の星である天球（セラ）の皇子でありながらも双子を忌み嫌う習慣のため地球で育った主人公が、現カエエン皇帝の圧政に苦しむ天球を救うべく戦う正統派SF漫画。シリアスの途中で3頭身キャラクターによる4コマ漫画を入れてくる特殊な紙面構造を持つ。作者が好んで用いる同性愛ネタは少ないが、暴力・流血シーンの描写が多いのも特徴といえる。

## ストーリー
主人公・星明（ほし あきら）は、超能力者ではあるが大きな野心は持たず、平凡な生活を嗜好する少年だった。しかしある日、奇妙な声が頭に響いたのを皮切りに、彼は次々と奇怪な事件に巻き込まれる。やがて彼は、自分が地球生まれではなく天球から流された皇帝の子であることを知らされた。直後に天球へ呼び戻された明は、自分の双子の兄バイロンが暴君として君臨する帝国において、反乱軍の指導者として立ち上がることになる。

## 登場人物

### 主人公一派（反乱軍）
ゼロ星（星明）
私立帝銀学園に通う高校生だが、他人を操る能力の持ち主。美少年であるだけではなく飛び抜けた頭脳の持ち主だが、人をおちょくるのが好き。また、スケベで女性の色香に弱い普通の高校生らしい一面も持つ。実は天球の皇子（みこ）。天球の能力者のうち最高の第一星級をもしのぐ強大な力を持つため、1を超える「ゼロ」の名を奉られる。名前の由来は「巨人の星」で原作者・梶原一騎が主人公の名前の初期候補としていた「星明」から。
兄のバイロンと双子という形で産まれたため生贄に捧げられるが、未来の救世主となる神託を受けたレジスタンスによって秘密裏に地球に送り込まれた。送られた際に産院で「本物の星明」と入れ替えられ、入れ替えられた赤ん坊は生贄にされた。
民谷伊右ェ門
星明の幼稚園からの先生。実は天球から護衛として送り込まれた天球人。レジスタンスに属する見習い司祭。
マスター
星明の家の隣（住宅地のど真ん中）で喫茶店を営んでいる。伊右ェ門と同じく天球から護衛として送り込まれた天球人。レジスタンスに属する見習い司祭。
竹中、周馬&竜馬（SLコンビ）
星明の級友。実は天球人だが、伊右ェ門と同じく地球に送られてきた。天球には兄弟（竹中は双子、SLは三つ子）がおり、天球との連絡係を勤めている。
天球では多産児は忌み子とされる風習が残っており、かつては生贄に捧げられていたが、現在は一旦里子に出してから再び引き取る形になっている（主人公が生贄にされたのは特例）。
アントルー僧正
第二星級。レジスタンス指導者の一人。真面目だがのせられやすい性格。
セレホン大僧正
第二星級。アントルーの父パルナシアンの師匠に当たり、アントルーからは実の祖父のように慕われている。ザンニン枢機卿によって捕らえられていたが、解放された後はレジスタンスのまとめ役となる。
ゼビア
第三星級。皇家の末の妹。気が荒く破天荒な性格。本編のヒロイン（?）で、「ゼロ星」の名付け親でもある。また、実の兄であるゼロ星に一目惚れする。黒髪の皇帝一族の中でなぜか一人だけ金髪。
シャキラ
皇家の次女。予知能力や幽体離脱など、エンパスとしても特殊な能力の持ち主であるため「魔女」と呼ばれている。盲目だがグラマラスな肢体の持ち主。性格は沈着冷静だが、実は皇家のほかの人間同様にけっこうな色好みである。

### 皇帝派
バイロン
第一星級。主人公の双子の兄にしてカエエン帝国皇帝。残忍な性格であるが思考形態は主人公と良く似ている、カエエン帝国を支配する独裁者で恐怖政治を強いている。
ゾリテリア
ゼロ星の最初の敵。第二星級の実力者だが、またたくまにやられてしまった。
ザンニン枢機卿
第一星級。精神支配を司る禁邪聖省の長。ゼロ星の生存が禁邪聖省絡みのスキャンダルであるため、他に報告することなく密かにゼロ星を暗殺しようと行動するが、彼にとっては想定外の「武器」によってあっさりとやられる。
ゾットン将軍
バイロンの配下の将軍。政治的野心は無いが愛国心が非常に強い。それゆえ、ゼロ星の潜んでいた霊廟をバイロン皇帝もろとも封鎖し、バイロンがゼロ星を倒せなければ毒ガスで霊廟内を殲滅するという強攻策を取る。
シナモン大佐
バイロン親衛隊に所属する軍人。ゾットン将軍の命で、天球ではタブーとされる武器の開発を行っていた。
スミノフ卿
禁邪聖省に所属する研究者。断定した物言いを避ける慎重な老人。ゼロ星やシャキラなど、特異なエンパスの攻撃に対する策を練る。

## 用語
天球（セラ）
太陽を挟んで地球と同じ軌道の反対側にある、俗に言う反地球。平行進化によって、人類を含めて地球とほぼ同じ生態系が存在する。500年前に、エンパシー能力者による「カエエン帝国」が全土を統一したため、エンパシー以外の武器が陳腐化し、武器を持つこと自体が野蛮で堕落した行為とまで考えられるようになっている。
エンパシー
天球人（セラン）のみが持つ、いわゆる超能力のこと。その使い手はエンパスと呼ばれる。能力を使うと頭の周辺に星のように輝く光球が出るため、能力差によって“星級”とよばれるレベル分けが行われている。光球の大きさにより第一（トップ）、第二（セカンド）、第三（サード）、第四（ボトム）と呼ばれる。
かつて天球に降り注いだ放射線の影響で発生したと言われている。能力そのものは遺伝するので、基本的に先祖に能力者がいない人間は使えないが、ある条件を果たすと能力を発現する。

## 単行本
- 秋田書店プリンセスコミックス（全2巻）
  - 1巻 ISBN 4253076114
  - 2巻 ISBN 4253076122
- 秋田文庫（全1巻）ISBN 4253177026